# كف العباس

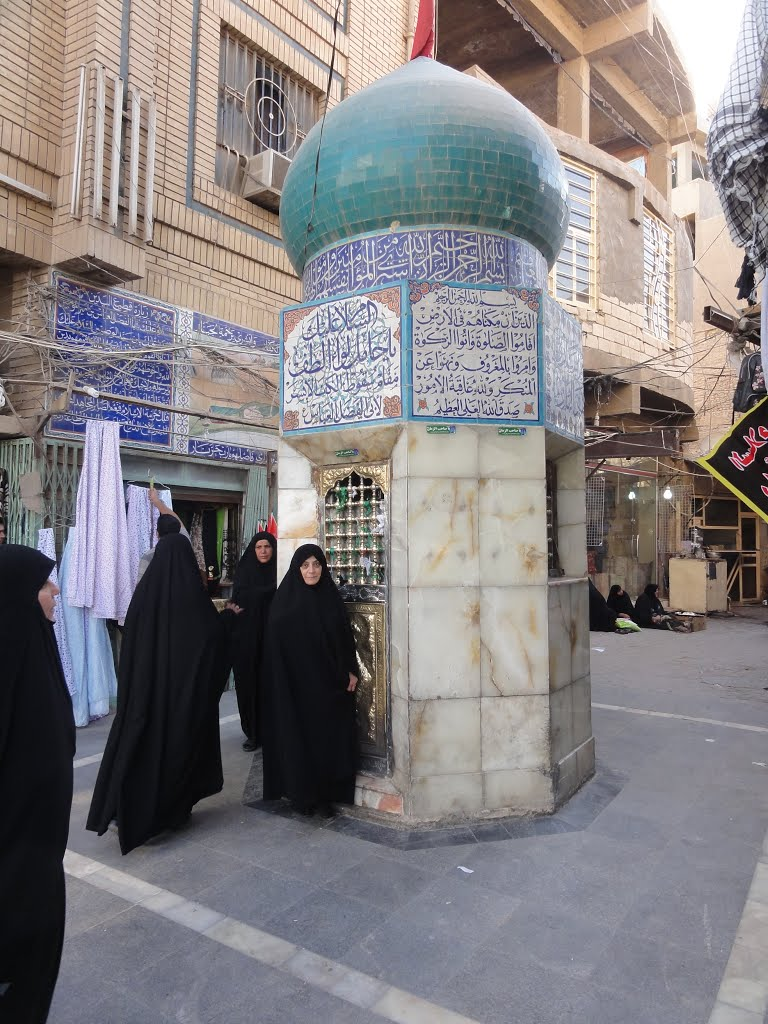
مقام كف العباس

مقام كف العباس هو مقام يقع في جهة الشمال الشرقي من العتبة العباسية في منطقة تتداخل بين محلة باب الخان وباب بغداد، ويتكون المقام الكائن داخل زقاق نافذ وفي أحد أركانه، من غرفة ضمن منزل فيه يحمل الرقم 183/5 وعلى جدار المقام نقش لطيف تاريخه 1324هـ لم يذكر اسم القائل، في واجهته شباك ينفتح منه مصراعين وكله مصنوع من النحاس، وعلى جانبيه وفوقه وتحته زين بالكاشي الكربلائي وقد دون تأريخ عمل الشباك أسفل الفتحة اليمنى 1394هـ / 1974 م وعلى الباب الأيسر دُون (عمل جعفر داود السباك) وتعلو الشباك لوحة من الكاشي الكربلائي رسم عليها كف قطيعة ترمز إلى كف أبي الفضل العباس ومحاطة بالنخيل.
كما يعلوها رسم لكفين قطيعين متقابلين وكتب على الجانب الأيمن منها (هذا مقام) وعلى الجانب الأيسر (كف العباس) ويعلو ذلك كتيبة من الكاشي الكربلائي كتب عليها الأبيات التي قالها أبو الفضل العباس حينما وقف على نهر الفرات وقال:
يا نفس من بعد الحسين هوني وبعد ما كنت أو تكوني
هذا حســـــــــــين وارد المنون وتشــربين بارد المعينِ
والله ما هــــــــــــذا فعال ديني ولا فعال صادق اليقين
وفي واجهة المقام الجانبية يقع شباك محاط بالكاشي الكربلائي وفوقه كتيبة منه كتب عليها ( بسم الله الرحمن الرحيم : وَفَضَّلَ اللّهُ الْمُجَاهِدِينَ عَلَى الْقَاعِدِينَ أَجْرًا عَظِيمًا) سورة النساء - آية 95.
والمقام شباك من البرنز خارج من الواقعة في زقاق الصخني بالقرب من باب العلقمي.، والمعروف ان هذا المقام شيد في أواسط القرن الثالث عشر الهجري على بقايا نهر كان يعرف في حينه بنهر مقبرة العباس (2)، وقد يكون من بقايا نهر العلقمي.
ويقع المقام في جهة الجنوب الشرقي من العتبة العباسية المقدسة في منطقة باب الخان، حيث أن المقام الحالي هو بديل عن المقام الذي أندرست معالمه بسبب أعمال التطوير والتوسعة التي جرت للمنطقة بعد عام 1411 هـ / 1991م وجرى بناء المقام الحالي حيث موقعه الآن في رأس أحد الزقة ويطل على الشارع الدائري الجديد الذي يحيط بالعتبتين المقدستين.
اُنشأ المقام الجديد بتبرع من الحاج عباس عبد الرسول عبد الحسين وهذا مدون على المقام نفسه، المقام الجديد يبعد عدة أمتار عن المقام القديم الذي يقع حاليا في الشارع المحيط بالعتبة المقدسة مقابل باب الكف (الأمير) وقرب الرصيف الحالي ومن المؤمل إرجاع المقام إلى مكانه القديم عند إجراء أعمال إنشاء التوسعة الجديدة للعتبتين ضمن التخطيط الأساسي لمدينة كربلاء المقدسة، حيث كان المقام عبارة عن مشبك صغير من البرنز خارج من الدار المرقمة 52/51 - التي أزيلت في أعمال توسيع شارع الحائر - مزين بقطع من المرايا الصغيرة، وعلى الشباك لوحات من الادعية، وفوق المشبك أبيات شعرية نقشت على القاشاني للشاعر الكربلائي الشيخ محمد السراج :
سل إذا ما شئت واسمع وأعلم ثم خذ منــــي جواب المفهـم
ان فـي هذا المقـام انقطــــعت يسرة العبــــــــاس بحـر الكرم
ههنا يا صاح طـاحــــــــت بعدما طاحت اليمنى بجنب العلقمي
أجر دمع العــــين وابكيـه أسى حق ان تبــــكي بدمـع من دم (1)

## الشكل الهندسي
شكل المقام الحالي ثماني الشكل فيه أربعة نوافذ ( شبابيك ) وباب نحاسي ذو فتحتين وهو مغلف بالمرمر بارتفاع 2م وموشح بالكاشي الكربلائي على شكل كتيبة كتب عليها قول أبي الفضل العباس:
يانفس لا تخشي من الفجار وأبشري برحمة الجبار
قد قطعوا ببغـــــيهم يساري فاصـلهم يارب حر النار
تعلو المقام قبة صغيرة مغلفة بالكاشي الكربلائي موشحة بهذه الآية الكريمة (بسم الله الرحمن الرحيم: إِنَّ اللّهَ اشْتَرَى مِنَ الْمُؤْمِنِينَ أَنفُسَهُمْ وَأَمْوَالَهُم بِأَنَّ لَهُمُ الجَنَّةَ يُقَاتِلُونَ فِي سَبِيلِ اللّهِ فَيَقْتُلُونَ وَيُقْتَلُونَ وَعْدًا عَلَيْهِ حَقًّا فِي التَّوْرَاةِ وَالإِنجِيلِ وَالْقُرْآنِ وَمَنْ أَوْفَى بِعَهْدِهِ مِنَ اللّهِ فَاسْتَبْشِرُواْ بِبَيْعِكُمُ الَّذِي بَايَعْتُم بِهِ وَذَلِكَ هُوَ الْفَوْزُ الْعَظِيمُ صدق الله العلي العظيم ) سورة التوبة –111.
ومن أمام المقام كُتبت الآية بسم الله الرحمن الرحيم: (( الذين إن مكناهم في الأرض أقاموا الصلوة واتوا الزكوة وامروا بالمعروف ونهوا عن المنكر ولله عاقبة الأمور)) صدق الله العلي العظيم.
وفي المقدمة نقش على المرمر (السلام عليك يا حامل لواء الطف) و(مقام سقوط الكف اليسرى لأبي الفضل العباس .